# 台闽苣苔

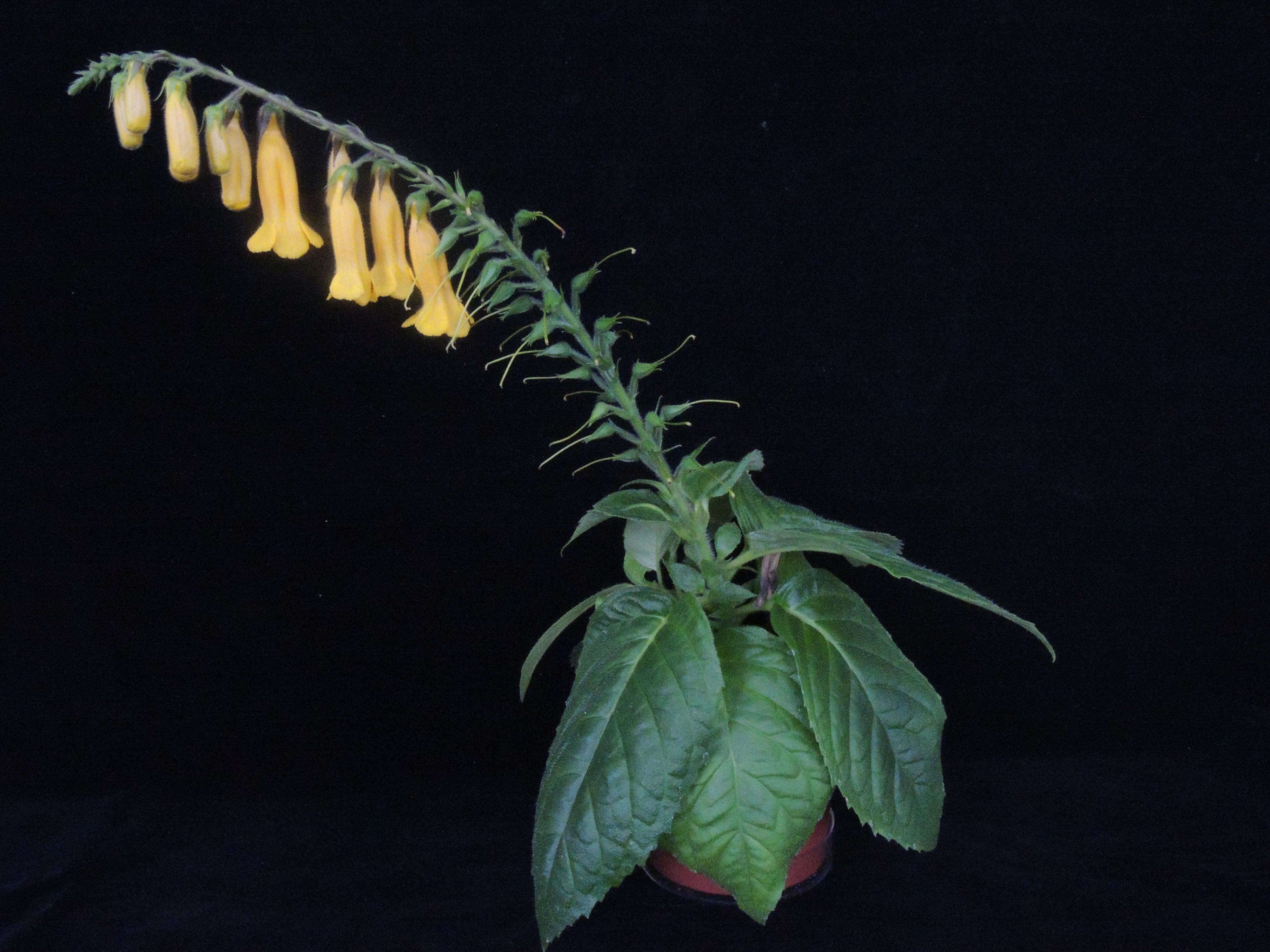
俄氏草植株照片

台閩苣苔（學名：Titanotrichum oldhamii）或稱俄氏草、台地黃，為苦苣苔科台閩苣苔屬下的單型種，是少數分布於舊世界的苦苣苔亞科植物。多年生草本植物，全株密披短柔毛。株高25~50公分，莖四角形到圓柱形，密披棕色多細胞毛。

## 葉
葉對生，橢圓形，葉長12~21公分，寬6~8公分，葉尾銳尖到漸尖形，葉基銳尖或歪基形，葉面粗糙，兩側密披白色多細胞毛。葉柄長2~6公分。

## 花

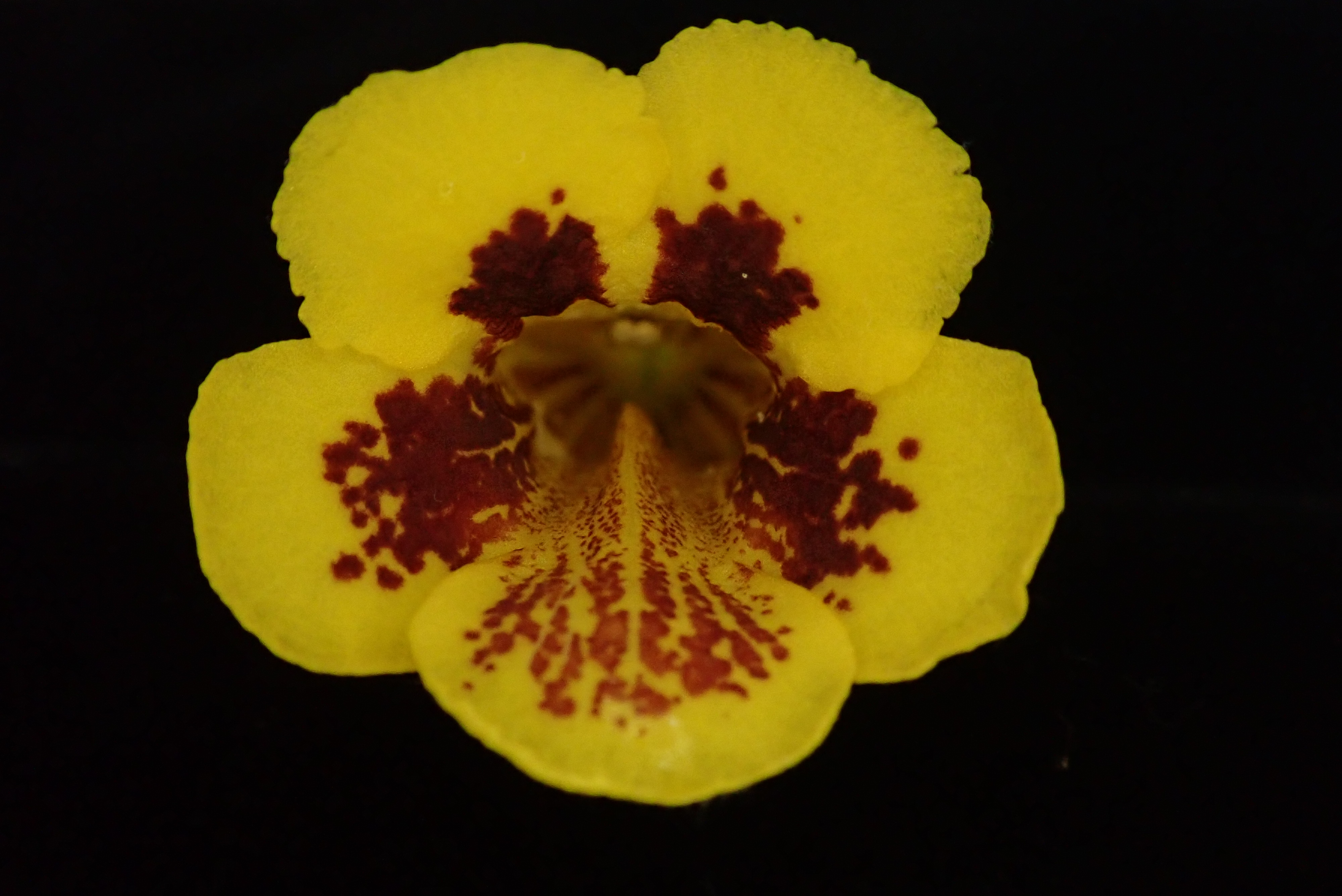
花正面

總狀花序，花梗密披白色多細胞毛，花序末端有時出現成花反轉現象，長出無性繁殖的珠芽穗。苞片橢圓形或窄披針形。萼片五裂宿存，窄披針形，長約1公分，密披多細胞毛。花冠筒黃色圓柱鐘形，花瓣五裂，近軸面有紫色斑塊，雄蕊四枚，花藥兩兩一組聚合，花絲基部著生在花冠筒上，雌蕊一枚，子房卵形，長4mm，表面密披腺狀毛，柱頭膨大。但可能因為自交不親合之因素，結實率低。

## 果
蒴果卵形，末端鳥喙狀開裂，長度比萼片短。種子多數，小而黑。